# Callum Skinner
Callum Skinner (Glasgow, 20 augustus 1992) is een Schots baanwielrenner, gespecialiseerd in de individuele en teamsprint. Hij nam deel aan de Olympische Spelen en won hierbij twee medailles.
In 2016 won Skinner op de Olympische Spelen samen met Philip Hindes en Jason Kenny de gouden medaille op de teamsprint en een individuele een zilveren plak op de sprint.

## Belangrijkste resultaten
2014
- : Europees kampioenschap baanwielrennen, 1 km tijdrit

2016
- Olympische Spelen teamsprint (met Philip Hindes en Jason Kenny)
- Olympische Spelen sprint

2018
- Gemenebestspelen 1 km tijdrit

2000: Gané, Tournant, Rousseau ·
2004: Wolff, Nimke, Fiedler ·
2008: Staff, Kenny, Hoy ·
2012: Kenny, Hoy, Hindes ·
2016: Hindes, Kenny, Skinner ·
2020: Van den Berg, Büchli, Lavreysen, Hoogland
2024: Van den Berg, Lavreysen, Hoogland